# Турув (електростанція)
50°56′50″ пн. ш. 14°54′43″ сх. д. / 50.94725° пн. ш. 14.912056° сх. д.
ТЕС «Турув» (пол. Elektrownia Turów) — теплова електростанція в Польщі поблизу кордону з Німеччиною. Працює на вугіллі. ТЕС стала до ладу в 1962 році. Належить групі компаній «PGE Polska Grupa Energetyczna». Виробляє 7% електроенергії Польщі.

## Загальний опис

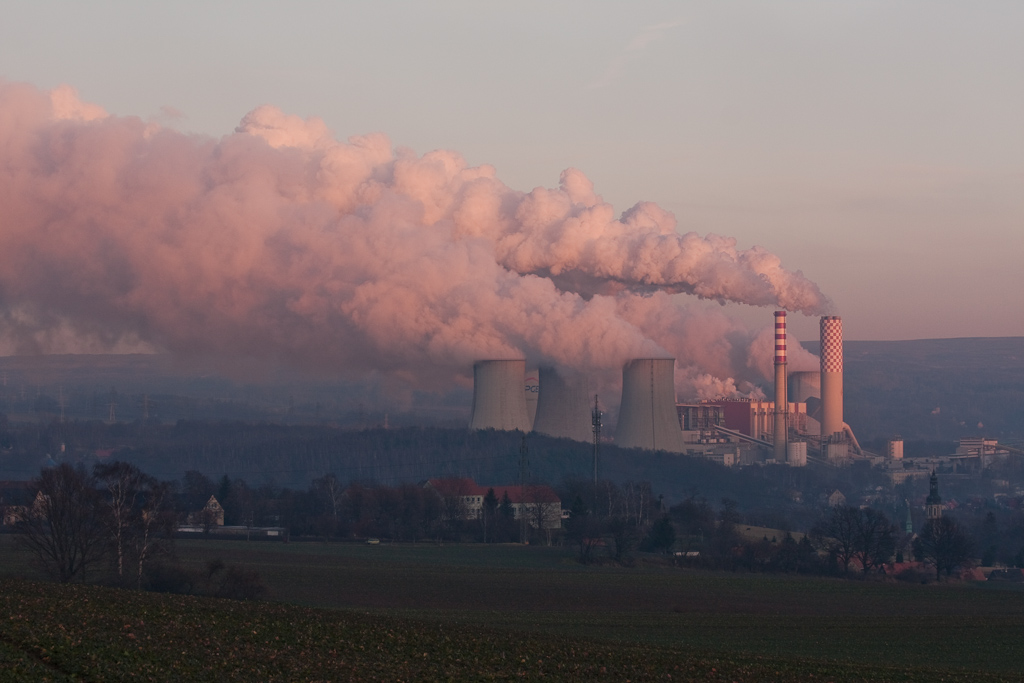
Електростанція Турув (Elektrownia Turów)

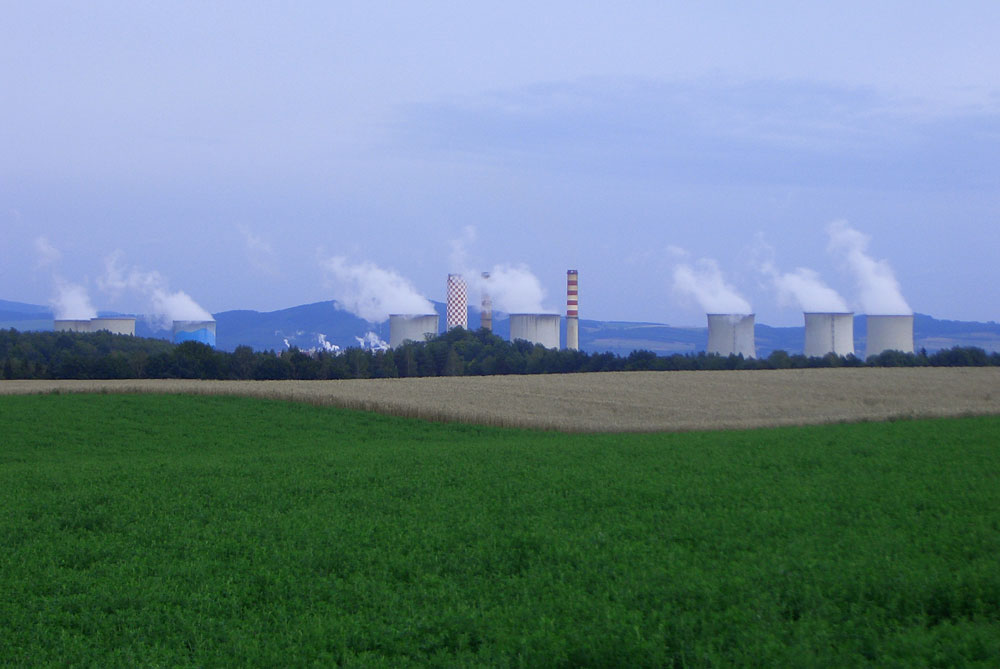
Електростанція Турув (Elektrownia Turów)

Потужність ТЕС 1900 МВт. Річне валове виробництво електроенергії становить 13144008 МВт год. Споживання вугілля на виробництво теплової енергії становить 11991500 тонн.
У 2005 р. була виконана комплексна модернізація ТЕС Турув, це була одна з найбільших інвестицій в Центральній Європі. ТЕС складається з восьми блоків, шість з яких є сучасні блоки де спалювання вугілля відбувається в топках «киплячого шару» з високою ефективністю.
Частка потужності в енергосистемі країни становить близько 8,3 % (2007 р.). Паливо — буре вугілля, яке з копальні доставляють на ТЕС конвеєрами.
На ТЕС зайнято близько 1800 працівників.

## Екологія
У доповіді WWF 10 травня 2007 електростанція Турув була визнана найбільшим продуцентом парникових газів, що викидаються в атмосферу в Польщі і восьмим таким об'єктом у Європі.

## Нештатні ситуації

### Аварія 1987 року
7 лютого 1987 року впала одна з градирень. Причина точно не встановлена, варіанти — недолік конструкції, погодні умови тощо.

### Аварія 1998 року
У 1998 р. на ТЕС Турув сталася серйозна аварія — був майже повністю зруйнований енергоблок потужністю 200 МВт, багато пристроїв були пошкоджені, виключена більша частина генераторів, виникла пожежа в машинному відділенні.
Причиною став витік з труби гідравлічної оливи (Hydrol) в системі високовольтних вимикачів. Безпосередньою причиною повного руйнування блоку двигуна була механічна несправність генератора.
Причини цієї події вивчили кілька комітетів експертів. Аварійне відновлення в майбутньому включати в себе рекомендації, що стосуються в першу чергу автоматизації та системи безпеки.

### Вибух 2012 року
Увечері 24 липня о 21:56 на першому енергоблоці вугільної ТЕС «Турув» стався вибух вугільного пилу. Під час пожежі, блоки 3 і 4 були вимкнені. Поранені 4 робітника ТЕС Турув. Виникла пожежа, яка охопила 1-й та 2-й енергоблоки. Постраждав також дах енергоблоку. Після гасіння пожежі 25 липня адміністрацією станції було повідомлено, що станція зупинена. Можливий час відновлення — близько 15 діб.